# 東京陸軍幼年学校
東京陸軍幼年学校（とうきょうりくぐんようねんがっこう）は、幼少時から幹部将校候補を養成するため東京に設けられた大日本帝国陸軍の全寮制の軍学校のこと。
卒業生は陸軍中央幼年学校（のちに「陸軍中央幼年学校本科」 → 「陸軍士官学校予科」 → 「陸軍士官学校本科」、また「陸軍予科士官学校」と改称される）へ進んだ。当初は東京陸軍地方幼年学校と称し、陸軍中央幼年学校予科を経て東京陸軍幼年学校と改称した。

## 歴史

### 東京陸軍地方幼年学校
1896年（明治29年）5月に陸軍幼年学校条例（明治26年勅令第234号）が廃止され、代わって陸軍中央幼年学校条例（明治29年勅令第212号）及び 陸軍地方幼年学校条例（明治29年勅令第213号）が制定された。これに基づき、東京に陸軍中央幼年学校が置かれ、その附属学校として同一校地に東京陸軍地方幼年学校が設置された。そのほか、仙台、名古屋、大阪、広島、熊本にも陸軍地方幼年学校が設立された。
主な生徒数は約50名で、13歳から16歳で入校し3年間の教育が行われた。学費は陸海軍の士官子息は半額であり、戦死者遺児は免除とされていた。また、制服の襟に金星のマークがつけられたことから「星の生徒」と呼ばれた。
卒業生は中央幼年学校に進み2年間の教育を受けた。中央幼年学校卒業後は士官候補生となり、各部隊で下士兵卒の勤務（隊附勤務）を六箇月間ほど務め、陸軍士官学校に進んだ。

### 陸軍中央幼年学校予科
1903年（明治36年）、政府の財政難により陸軍中央幼年学校と東京陸軍地方幼年学校の合併が図られた。その結果、同年6月29日、陸軍中央幼年学校条例を全部改正（明治36年勅令第108号）、陸軍地方幼年学校条例を一部改正（明治36年勅令第109号）し、従来の陸軍中央幼年学校を陸軍中央幼年学校「本科」に、東京陸軍地方幼年学校を陸軍中央幼年学校「予科」とした。また、旧東京陸軍地方幼年学校の校長職を廃止し、中央幼年学校の校長が本科・予科の校長を兼ねた。

### 東京陸軍幼年学校
1920年（大正9年）陸軍幼年学校令が制定され、同年8月10日、陸軍中央幼年学校本科を陸軍士官学校予科に、陸軍中央幼年学校予科を東京陸軍幼年学校に、陸軍地方幼年学校は陸軍幼年学校とそれぞれ改称された。しかし、1922年（大正11年）のワシントン海軍軍縮条約に代表される世界的軍縮傾向のなか、同年、大阪校が廃止された。続いて1923年（大正12年）名古屋幼年学校、1924年（大正13年）仙台校、1925年（大正14年）広島幼年学校、1926年（大正15年）熊本幼年学校が順次廃止され、東京の陸軍幼年学校のみとなった。
1936年（昭和11年）4月1日、中国での戦局が拡大しつつあるなか広島幼年学校が復活。次いで他の幼年学校も順次復活した。採用生徒数の定員は50名であったが戦時中は増員された。入校年齢は13歳から15歳までで、3年間の教育を受けた。1937年（昭和12年）以降の卒業生は、陸軍士官学校予科を改編した陸軍予科士官学校に無試験で進学した。
1938年（昭和13年）頃には、当時の国際情勢を反映し、枢軸国からの賓客の見学を受け入れる機会が増えた。特に、同年9月には訪日中のヒトラーユーゲントが来校し、颯爽たる姿が幼年学校生にも強い印象を与えた。
1944年（昭和19年）4月、戸山から南多摩郡横山村下長房（現在の八王子市長房町）（建武台）に移転。大戦末期においても、一般の（旧制）中学校に比してリベラルな校風が残り、また勤労動員もなく、将来を期待されたエリートとしての教育を受けることができた。
1945年8月2日、八王子空襲の標的とされ焼失。その後は事前に近辺の山中に建設してあった山小屋で授業を継続したが、太平洋戦争の敗戦に伴い、廃止され解散した。終戦時に在籍していた西村京太郎によると、玉音放送の後も「マッカーサーが陛下に何かしたら、お前たちが守るんだ」と教官に言われ、しばらくの間は訓練で体を鍛えることになり、帰宅したのは29日だったという。
跡地には1962年から都営長房団地が建設された。

## 社会的な関心
ノンフィクションとして、少年倶楽部誌に「幼年学校の午後」(1926年/大正15年)、主婦之友誌に「陸軍幼年学校訪問記」（1943年/昭和18年）等が掲載された。また、少年倶楽部誌に連載された「星の生徒」は少年向けの小説として広く人気を集め、1936年（昭和11年）に入校した第40期生には、この小説を読んで憧れを抱いた者も多くいた。また、同小説を小学生時代に読んだ1940年（昭和16年）入校の第45期生にも進路決定に影響を与えた。
陸軍公式のものとしても、無声映画「陸軍幼年学校」（1935年/昭和10年）、受験手引きを別冊付録とした「輝く陸軍将校生徒」があり、将来が保証された難関校としても人気を集めた。その受験対策に重点を置いた私立学校や私塾も多数あり、成城学校（現：成城学園）、山水中学校（現：桐朋学園）が知られる。
このように、当時の日本社会において高い評価を受けていたイメージから、戦後、実在しない「50期生」を自称する実業家もいた。

## 歴代校長
東京陸軍地方幼年学校
- 堀井孝澄 歩兵大尉：1897年5月1日 -
- 関谷銘次郎 歩兵少佐：1897年10月1日 - 1904年8月31日
- 桑波田景尭 歩兵少佐：1900年9月13日 -

陸軍中央幼年学校予科
※校長は陸軍中央幼年学校長。
東京陸軍幼年学校
- 伊藤真鋒 中佐：1920年8月10日 -
- 関寿雄 大佐：1924年2月4日 -
- 遠藤五郎 大佐：1928年4月1日 -
- 志岐豊 大佐：1929年8月1日 -
- 伊丹政吉 少将：1933年3月18日 -
- 阿南惟幾 少将：1934年8月1日 -
- 篠原次郎 少将：1936年8月1日 -
- 上村利道 少将：1938年3月1日 -
- 牛島敬次郎 少将：1940年3月9日 - 1941年5月22日
- 湯野川竜郎 大佐：1941年6月5日 -
- 長谷川務 大佐：1944年3月1日 -

## 皇族の入学者

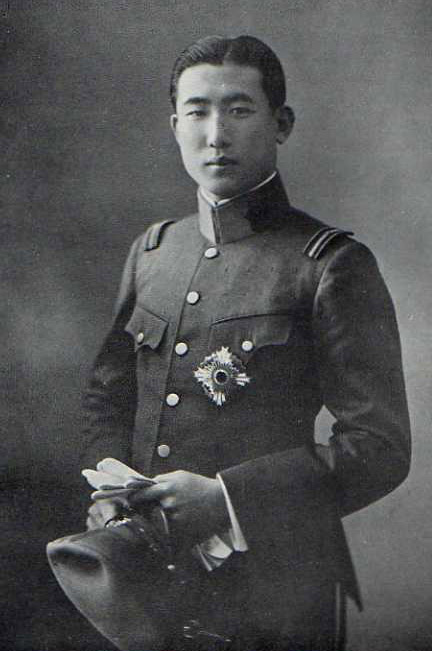
陸軍砲兵少尉時代の北白川宮永久王。戦死扱いとなり、1959年（昭和34年）に靖国神社に合祀された。

皇族及び王公族の入校者は、計15名であり、以下の通り。
| 東幼期別 | 陸士期別 | 宮号、名、身位等 | 備考                     |
| -------- | -------- | ---------------- | ------------------------ |
| 1期      | 15期     | 竹田宮恒久王     |                          |
| 5期      | 20期     | 朝香宮鳩彦王     |                          |
| 5期      | 20期     | 北白川宮成久王   |                          |
| 5期      | 20期     | 東久邇宮稔彦王   | 内閣総理大臣             |
| 14期     | 29期     | 李王垠           |                          |
| 17期     | 32期     | 賀陽宮恒憲王     |                          |
| 18期     | 33期     | （山階宮）芳麿王 | 臣籍降下し、山階侯爵     |
| 19期     | 34期     | 秩父宮雍仁親王   |                          |
| 26期     | 41期     | （山階宮）茂麿王 | 臣籍降下し、葛城伯爵     |
| 27期     | 42期     | 竹田宮恒徳王     |                          |
| 27期     | 42期     | 李鍵公           |                          |
| 28期     | 43期     | 北白川宮永久王   | 演習中に殉職（戦死扱い） |
| 30期     | 45期     | （朝香宮）孚彦王 |                          |
| 30期     | 45期     | 李鍝公           | 広島原爆で逝去           |
| 40期     | 55期     | （賀陽宮）邦寿王 | 生徒監（皇族唯一）       |

## 陸軍大将
皇族を除く、陸軍大将は以下の通り。
- 岡村寧次 - 2期[13]
- 東條英機 - 3期[13]
- 吉本貞一 - 5期[14]

## 戦後、著名な活動のある卒業生

### 自衛官
- 牟田弘國 - 28期[15]。航空自衛隊航空幕僚長を経て、統合幕僚会議議長（最終階級：統合幕僚会議議長たる空将）で退官。
- 吉江誠一 - 28期[15]。陸上自衛隊陸上幕僚長（最終階級：陸上幕僚長たる陸将）で退官。
- 大室孟 - 30期[16]。航空自衛隊航空幕僚長（最終階級：航空幕僚長たる空将）で退官。
- 衣笠駿雄 - 33期[17]。陸上自衛隊陸上幕僚長を経て、統合幕僚会議議長（最終階級：統合幕僚会議議長たる陸将）で退官。
- 堀江正夫 - 34期[18]。陸上自衛隊西部方面総監（最終階級：陸将）で退官後、参議院議員。

### その他
- 志位正二 - 37期[19]。戦後、ソ連の工作員を経てシベリアの油田開発に尽力。志位和夫のおじ。

## 著名な中途退学者
- 宇都宮徳馬 - 25期[20]、政治家（衆議院議員、参議院議員）、実業家
- 堀越克明 - 37期[19]、教育者（学校法人堀越学園理事長）

## 終戦時に在学中だった生徒
終戦当時には、第47期から49期生が在校していた。大東亜戦争（太平洋戦争）後期の昭和18年入校の第47期生は180名、昭和19年入校の第48期生は333名、翌昭和20年入校の第49期生は過去最大の362名と、従来の50名のち150名編成から著しく定員が増加されている。
- 西村京太郎（本名：矢島喜八郎） - 49期[24]、終戦時第1学年、作家。
- 國分康孝 - 49期[25]、終戦時第1学年、心理学者。
- 大原健士郎 - 49期[24]、終戦時第1学年、 医学者（浜松医科大学名誉教授）。
- 相倉久人 - 49期[24]、終戦時第1学年、 音楽評論家。

## 東京陸軍幼年学校を題材にした作品

### 小説
- 帰らざる夏（加賀乙彦）[注釈 1]

### 少年向け小説
- 星の生徒（山中峯太郎） - 35期、37期生を取材し、少年倶楽部誌に連載。